# Christophe Bell Œil
 (août 2014).
Si vous disposez d'ouvrages ou d'articles de référence ou si vous connaissez des sites web de qualité traitant du thème abordé ici, merci de compléter l'article en donnant les références utiles à sa vérifiabilité et en les liant à la section « Notes et références ».
Christophe Bell Œil est un auteur-compositeur-interprète et peintre français, né en 1971 à Angers.

## Biographie
Christophe Bell Œil fonde en 1995 le groupe Bell Œil, assurant paroles et musique. De 1995 à 1999, le groupe donne plus de 300 concerts dans les cafés-concerts, salles, festivals. En 2000 sort le premier disque Le Cri (PIAS). Le groupe participe alors aux Francofolies de La Rochelle, Alors chante ! et au Printemps de Bourges puis fait une tournée en Russie (Sibérie orientale).
1er et 2e prix du festival Chorus des-Hauts-de-Seine, il signe en 2001 un contrat d’édition chez Chrysalis.
Cabossé sort en 2002 chez Griff (distribution, Sony Music.
En juin 2002, le groupe fait la première partie de Noir Désir au complexe Micropolis de Besançon. Il sort en 2003 Hurletout (Sterne / Sony Music), disque en hommage à Léo Ferré réalisé avec la collaboration de Mathieu Ferré et des éditions Peermusic. Il fait aussi un duo avec Leny Escudero lors du festival de Giverny.
En 2005, Bell Œil sort son quatrième album Gautier le ressuscité (Sterne / Sony BMG). L'année suivante, Christophe Bell Œil dissout le groupe.
De 2000 à 2009, une composition du groupe sert au générique de Pique et Chœur, émission animée par Marjorie Risacher chaque été sur France Inter.
En 2009, il sort Collection automne (8 titres) en collaboration avec Philippe Chasseloup (production Madame Suzie) puis, en  2011, Je ne vois pas le monde (distribution Mosaic).
En 2013, Christophe Bell Œil se créé un double en la personne de Ferdinand. Un spectacle entre musique et théâtre créé avec Marc Leroy (Mise en scène : Lylian Jolliot).
L'album Ferdinand, La Genèse sort cette même année. Il est enregistré, arrangé et mixé par Marc Leroy, et interprété par l’Orchestre Régional du Layon.
Toujours en 2013, il publie cette année-là son premier roman, Un homme en morceaux, aux éditions Le Petit Pavé.
En 2015, il monte un spectacle solo intitulé Les Limites.
En 2016, il lance un autre solo, en réaction au précédent : Chanteur, mis en scène par Lylian Jolliot.

## Discographie
Avec Bell Œil
- 2000 : Le Cri
- 2002 : Cabossé
- 2003 : Hurle tout (disque en hommage à Léo Ferré)
- 2005 : Gautier le ressuscité

En solo
- 2009 : Collection Automne (8 titres), en collaboration avec Philippe Chasseloup
- 2011 : Je ne vois pas le monde
- 2013 : Ferdinand, la genèse